# Trine Dyrholm
Trine Dyrholm (Odense, 15 de abril de 1972) es una actriz, cantante y compositora danesa.

## Carrera
Empezó a adquirir relevancia en su país cuando quedó tercera en el Dansk Melodi Grand Prix cuando tenía catorce años. 
Cuatro años más tarde obtuvo un Premio Bodil a la mejor actriz por su debut cinematográfico como actriz principal en la película Springflod.
Ha ganado este premio cuatro veces, una vez como actriz de reparto y tres Robert prisen. 
Fue miembro del jurado en la 64ª Edición del Festival Internacional de Cine de Berlín y en la 66.ª Edición consiguió el Oso de Plata.
- 2024 Gana el premio a la mejora actriz con "La chica con la aguja" (Pigen med nålen), en el Festival de Cine Europeo en Sevilla.

## Discografía
- Danse i Måneskin (1987)
- Blå & Hvide Striber (1988)
- Et Frossent Ojeblik (1988)
- Mr. Nice Guy (2004)
- Den Store Day (2005)

## Filmografía
- Springflod (1990)
- Casanova (1990)
- Cecilia (1991)
- De største helte (1996)
- La celebración (1998)
- I Kina spiser de hunde (1999)
- P.O.V. - Point of View (2001)
- Bungalow (2002)
- Okay (2002)
- Tvilling (2003)
- En tus manos (2004)
- Afgrunden (2004)
- Den store dag (2005)
- Fluerne på væggen (2005)
- Der var engang en dreng (2006)
- En Soap (2006)
- Daisy diamond (2007)
- Fremkaldt (2007)
- Dansen (2008)
- Pequeño soldado (2008)
- Aguas turbulentas (2008)
- En un mundo mejor (2010)
- Værelse 304 (2011)
- En kongelig affære (2012)
- Den skaldede frisør (2012)
- El traidor (2013)
- 3096 días (2013)
- Hackers: Ningún sistema es seguro (2014)
- Lang historie kort (2015)
- Kollektivet (2016)
- Arvingerne (2014 - presente)
- Pigen med nålen (2024)